# Гуркало Лужанський
Гу́ркало Лужа́нський — водоспад в Українських Карпатах, на річці Лужанка (ліва притока Свічі). Розташований у Калуському районі Івано-Франківської області, у східній частині села Станківці. 
Загальна висота перепаду води становить 1,5 м. Водоспад утворився в місці, де річка перетинає скельний масив, утворений стійкими до ерозії пісковиками. 
Водоспад розташований у межах населеного пункту, тому нерідко засмічений побутовими відходами. 

## Світлини та відео

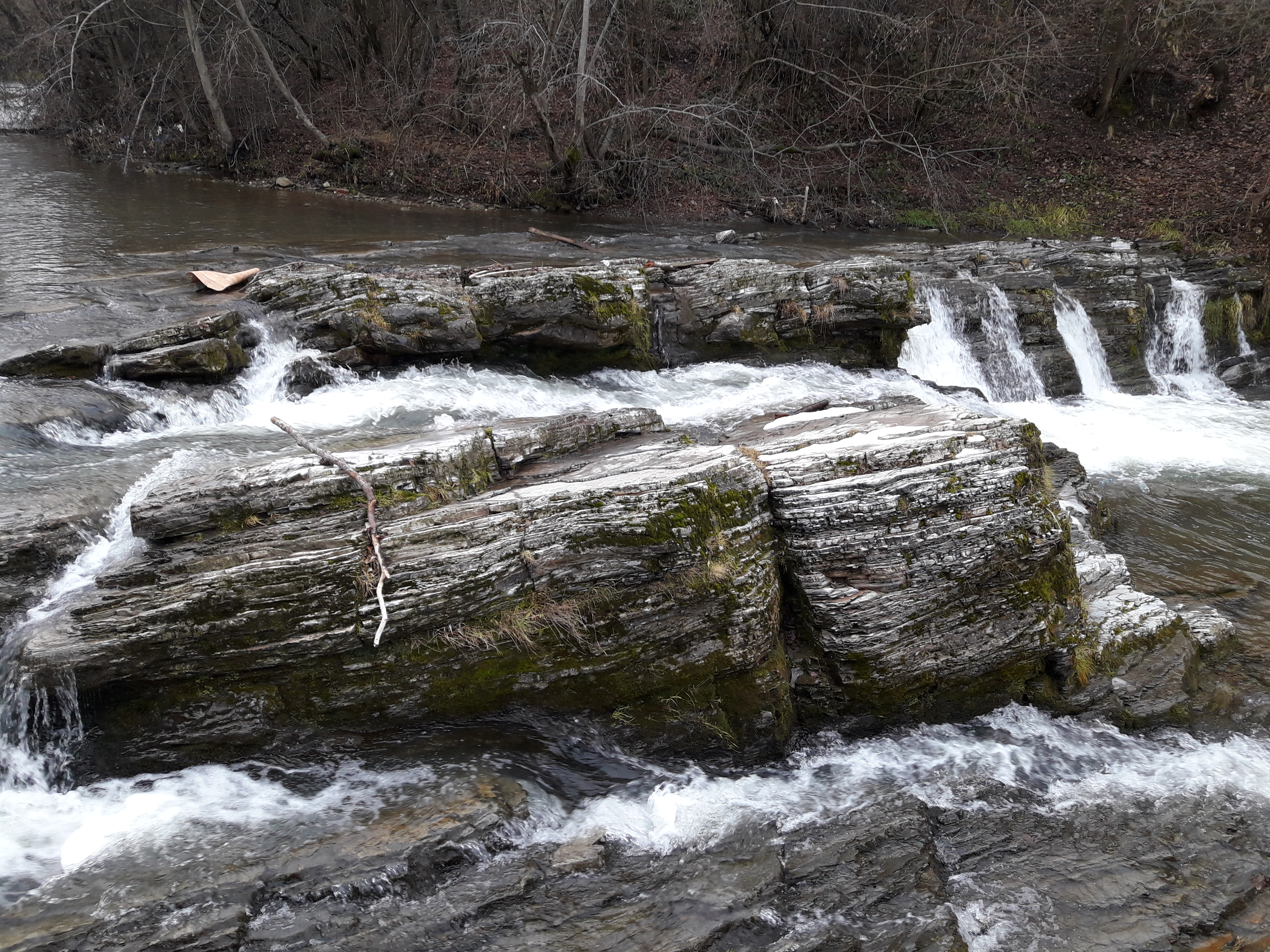
Водоспад зблизька
- Відео водоспаду